# روبرت دينست
روبرت دينست (بالألمانية: Robert Dienst)‏ (مواليد 1 مارس 1928) هو لاعب كرة قدم. يلعب مع منتخب النمسا لكرة القدم. سبق له أن لعب في كأس العالم لكرة القدم مع منتخب بلاده.

## روابط خارجية
- روبرت دينست على موقع قاعدة بيانات كرة القدم.إي يو (الإنجليزية)
- روبرت دينست على موقع ناشيونال فوتبول تيمز (الإنجليزية)
- روبرت دينست على موقع Soccerway.com (الإنجليزية)
- روبرت دينست على موقع عالم كرة القدم.نت (الإنجليزية)